# Свети Павел от Кръста (Русе)
„Свети Павел от Кръста“ е римокатолическа църква в град Русе, България, катедрала на Никополската епархия. Храмът е посветен на основателя на отците-пасионисти - Свети Павел от Кръста.

## История
Първия камък на църквата е положен през 1890 г. Въпреки усилията на тогавашния епископ Иполито Агосто, събраните средства (основно от чужбина) стигат само за издигането на стените на храма на 1 метър над земята. В този момент епископът среща свещеник на име Анри Дулсе – пасионист, французин от богата и знатна фамилия, който имал и много богати приятели. С тяхна помощ през 1892 г., храмът бива завършен, като стилът е неоготически с 31 метрова камбанария. Проектът е на италианския архитект – Валентино Делл Антонио от Моена (проектирал и католическата църква във Варна). Тази църква бива осветена и започва да функционира.
Монс. Иполито Агосто умира в Белене на 4 декември 1893 г. и отец Анри Дулсе става нов епископ на Никополската епархия.
Под пода на централния кораб са погребани двама епископи: Ипполито Агосто и Дамян Теелен. На 19 септември 2020 г. епископ Петко Христов е погребан в специален параклис в катедралата.

## Енористи
- отец Винченцо Спагоне (1997-2000)
- отец Валтер Горра (2000-)

## Епископски ръкополагания
В катедралата са ръкоположени:
- епископ Евгений Босилков, ръкоположен на 7 октомври 1947 г. за никополски епископ от епископ Иван Романов, в съслужие с екзарх Иван Гаруфалов и екзарх Кирил Куртев
- епископ Страхил Каваленов, ръкоположен на 19 март 2021 г. за никополски епископ от архиепископ Анселмо Гуидо Пекорари, в съслужие с епископ Георги Йовчев и епископ Христо Пройков

## Архитектура и оформление
Храмът е декориран в стила „Библия за миряните“. По време на монс. Анри Дулсе, католическият катедрален храм в Русе е обзаведен с красива дърворезба на олтарите и необходимата мебел в готически стил, която е била доставена от Бохемия.
Красивите художествени стъклописи са изработени от майстора-художник Сандор от Будапеща, Унгария.
Рисуваните картини имат френски оттенък – покръстването на френския крал – Карл Велики. На стъклописите са изобразени: френската героиня св. Жана д'Арк, сцени от живота на Христос, образи на апостолите Петър и Павел, на свети Антон от Падуа, свети Габриел от Скръбната Майка, Света Елисабета Унгарска, на свети Стефан Унгарски, на основателя на Конгрегацията на отците-пасионисти - Свети Павел от Кръста, както и на светите братя Кирил и Методий, просветителите на славянските народи.
Храмът е рядък образец на готическата архитектура (тухлена Нео-готика) в България.

## Органът
В катедралата се намира най-старият запазен орган в България, монтиран тук през 1908 за 10 дена от техника Матецки. Инстументът е закупен през 1907 г. на цена 6 675 германски марки. Органът е на германската органостроителница „Voit“, Карлсруе, и е един от малкото техни оцелели след Втората световна война. Той е с романтично звучене и е единственият с пневматична трактура в Югоизточна Европа.
Органът има два мануала (клавиатури за ръце) с тонов обем от 54 тона (от C до f3), педалиера (клавиатура за крака) с 27 тона (от C до d1), 13 регистъра и 8 допълнителни функции, към тях – тремулант, супероктава, копули (II/I, I/П, II/П) и др. Необходимото количество и налягане на въздуха за органа се произвежда посредством крачно задвижване на мех – система, която днес е заменена с електрическо духало. Инструментът се състои от 771 броя тръби. Има валце (система за постепенно включване на регистри), а към втори мануал има швелер. Проспектът на органа е изграден в готически стил в синхрон с оформлението на катедралата.
Първият концерт в католическата църква в Русе се е състоял в присъствието на русенското гражданство през юли 1908 г. от органиста Емануел Пол от Букурещ.
През 1977 г., по време на Вранчанското земетресение инструментът е силно повреден, а след 1992 г. е напълно извън строя. Отново е реставриран през 2004 г. от Герхард Валкел-Майер.
От 1952 органист на катедралата е Митко Караджов.

### Диспозиция
| I мануал                                                                                            | II мануал                                                                             | Педал                        |
| - Flauto amabile 8' - Bordun 16' - Viola di Gamba 8' - Prizipal 8' - Oktave 4' - Cornett 3 – 4 fach | - Salicional 8' - Vox celestis 8' - Liebl. Gedeckt 8' - Rohrflote 4' - G. Prizipal 8' | - Zartbass 16' - Subbass 16' |